# Črešnjice pri Cerkljah
Črešnjice pri Cerkljah este o localitate din comuna Brežice, Slovenia, cu o populație de 232 de locuitori.